# BG Klinik Ludwigshafen

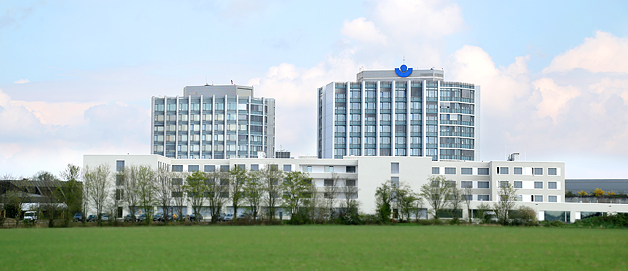
Außenansicht der BG Klinik Ludwigshafen inkl. Rehazentrum

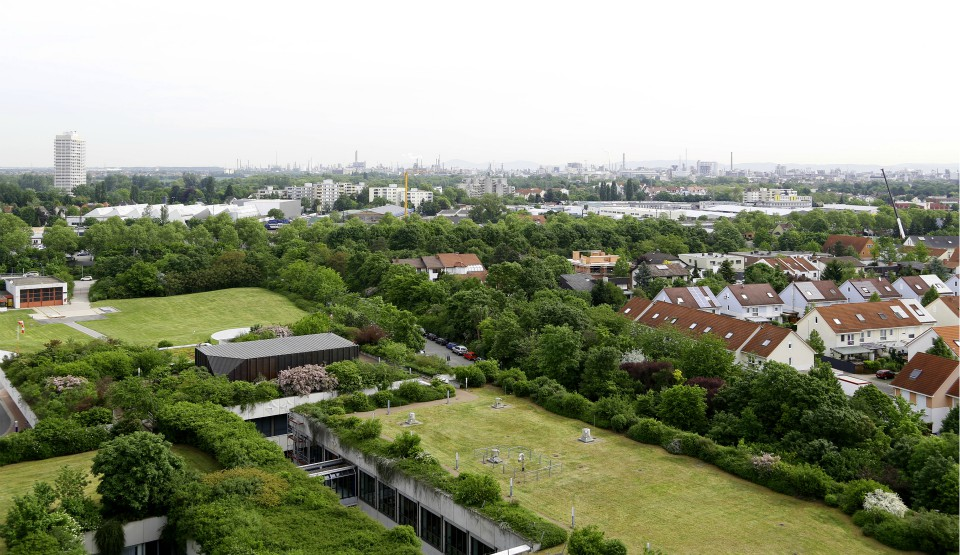
Ausblick BG Klinik Ludwigshafen, Turm 2 im 9. OG

Die BG Klinik Ludwigshafen ist eine BG Klinik im Ludwigshafener Stadtteil Oggersheim. Die Ludwig-Guttmann-Straße, an der die BG Klinik liegt, wurde nach Sir Ludwig Guttmann CBE (* 3. Juli 1899 in Tost in Oberschlesien; † 18. März 1980), einem deutschen Neurochirurgen, benannt, der nach seiner Flucht vor den Nationalsozialisten im Jahr 1939 in England die modernen Grundlagen für die Behandlung Querschnittgelähmter schuf, und dort auch zum Förderer des Behindertensports und zum Begründer der Paralympischen Spiele wurde.
Die BG Klinik Ludwigshafen wurde am 12. Oktober 1968 eröffnet und ist ein regionales Zentrum für Verbrennungskrankheiten im Rhein-Neckar-Gebiet. Die Standortwahl innerhalb der Rhein-Neckar-Region fiel im Zusammenhang mit der BASF für Ludwigshafen. Gegenwärtig verfügt die Klinik über 558 regelhaft belegbare Betten. Sie nimmt jährlich rund 300 stationäre Patienten mit schweren Verbrennungen auf und hat auch einen Versorgungsauftrag für Brandverletzte aus dem französischen Elsass. Die Klinik übernimmt in den Bereichen Unfall-, Hand-, Plastische- und Verbrennungschirurgie Aufgaben in Lehre, Forschung und Weiterbildung der Universität Heidelberg. Seit April 2017 verfügt die BG Klinik Ludwigshafen über ein Mikrochirurgisches Trainingszentrum, in dem Mediziner unter fachlicher Supervision mikrochirurgische Operationstechniken üben können. Im März 2014 wurde das Reha-Zentrum der Klinik Ludwigshafen auf dem Gesundheitscampus eröffnet, auf 10.000 Quadratmetern werden die Rehabilitanden betreut. Am 1. Juli 2020 wurde die Abteilung für interdisziplinäre Rettungs- und Notfallmedizin (AiR/N) in Betrieb genommen.
Die BG Klinik Ludwigshafen ist seit November 1973 auch der Stützpunkt des Rettungshubschraubers Christoph 5, im Jahr 2022 hob dieser zu insgesamt 1.462 Einsätzen ab. Ein neuer Hubschrauber-Hangar wurde am 6. Oktober 2018 in Betrieb genommen. Vom 6. April 2020 bis zum 30. Juni 2021 war der zusätzliche Intensivtransporthubschrauber (ITH) Christoph 112 an der BG Klinik Ludwigshafen stationiert.
Seit 2016 ist die Klinik Teil des Konzerns BG Kliniken, der aktuell insgesamt 12 weitere BG Kliniken (u. a in Hamburg, Murnau, Bochum und Berlin) umfasst.

## Wiederkehrende Veranstaltungen
- Oggersheimer Gesundheitstage – Informative Veranstaltung für interessierte Bürger
- Open OP – interaktive Veranstaltung für Berufseinsteiger und Interessierte im OP-Bereich[9]
- Teilnahme am Präventionsprogramm P.A.R.T.Y[10]. der Deutschen Gesellschaft für Unfallchirurgie.

## Prominente Patienten
Zu den bekanntesten Patienten gehörten Niki Lauda, der nach seinem schweren Unfall am Nürburgring am 1. August 1976 hier behandelt wurde, sowie Heinz-Harald Frentzen im Jahre 2005. 1982 wurde Phan Thị Kim Phúc, ein durch die Medien weltweit bekannt gewordenes Opfer des Vietnamkriegs, hier operiert. Am 28. August 1988 wurden die meisten Verletzten der Flugschau-Katastrophe in Ramstein in die Schwerverbrannten-Abteilung der Klinik verbracht. Neun der damals 27 eingelieferten Patienten starben.

## Medien
Die SWR-Doku-Serie Die Unfallklinik begleitet in sechs Folgen die Arbeit der Menschen in der Notaufnahme und in der Luftrettungsstation des Christoph 5.

## Kenngrößen (2021)
- Patientenzahl stationär: 12.965
- Patientenzahl ambulant: 27.235[12]